# Kostel svaté Markéty (Nesuchyně)
Kostel svaté Markéty v Nesuchyni je původně gotická stavba, barokně upravená kolem roku 1700. Nachází se na zatravněné návsi uprostřed obce Nesuchyně v okrese Rakovník. Kostel je ve špatném technickém stavu a není veřejně přístupný. Od roku 1958 je zapsán v seznamu kulturních památek, od roku 2013 je evidován v seznamu ohrožených nemovitých památek.

## Popis

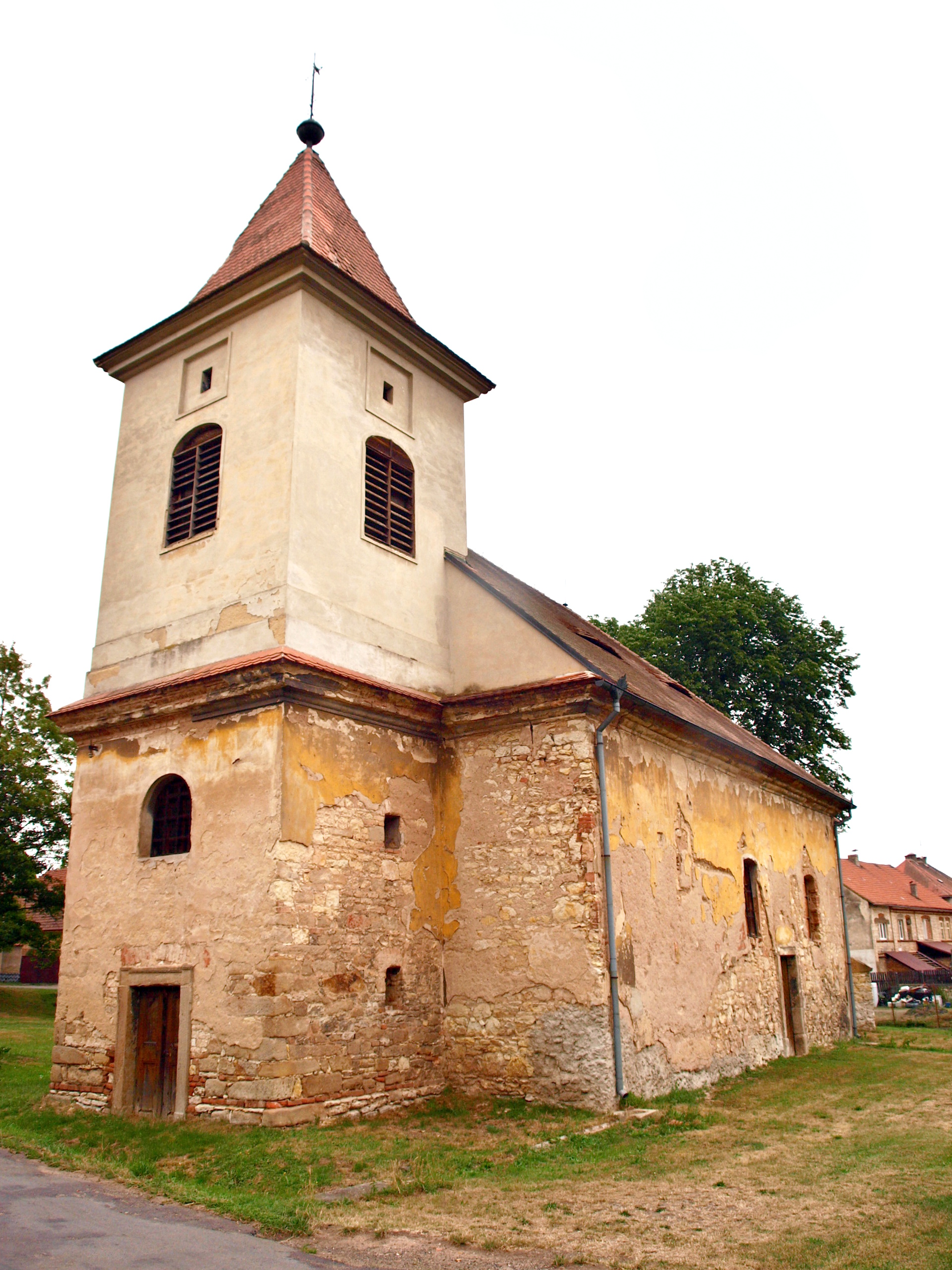
Věž nesuchyňského kostela svaté Markéty

Jednolodní kostel s pětibokým odsazeným presbytářem má malá goticky lomená okna s opukovým ostěním. Ta jsou dnes paradoxně po opadání omítek opět viditelná a jsou připomínkou gotického původu kostela.
Klenební články byly vytesány ze džbánské opuky.
Nejvyšší částí kostela je barokní věž, která byla přistavěna k západní straně lodi kolem roku 1700. Při těchto barokních úpravách byla zvětšena okna kostela a přibyl také barokní mobiliář. Ten byl kvůli špatnému stavu kostela deponován na jiném místě, část byla zřejmě zničena.
Od doby druhé světové války kostel chátral a koncem 80. let 20. století hrozila demolice objektu. K demolici nedošlo, naopak byly provedeny alespoň základní opravy a obnovena střecha i krov, poté se původní střecha v roce 1992 propadla. Nadále však je ohrožena klenba presbytáře, kterou před zřícením chrání provizorní podepření.
V interiéru byly objeveny zbytky omítkové malby, ty však vyžadují restaurátorský zásah.

## Dějiny
Gotický kostel svaté Markéty v Nesuchyni byl postaven na místě původní starší stavby. Stál uprostřed tehdejší návsi, a to před rokem 1355, kdy byl uváděn již jako kostel farní, tím byl až do roku 1684. Kostel si prakticky dodnes zachoval svou původní gotickou podobu s přístavbami z doby kolem roku 1700. Tyto stavební úpravy ovšem nezměnily gotickou základnu kostela, čím se kostel stává významnou památkou v okolí.
Ačkoli Soupis památek politického okresu rakovnického z roku 1913 jako gotický uvádí pouze presbytář (a tento údaj uvádějí také Umělecké památky Čech 2 (K/O) v roce 1978), průzkumem z 90. let 20. století bylo prokázáno, že kostel byl postaven ve 14. století, zřejmě ve dvou etapách, a že i samotná loď kostela je gotická.
Stavba je v současné době velmi zchátralá a veřejnosti není přístupná.
Mobiliář kostela byl zničen, či přenesen mimo kostel.

## Galerie

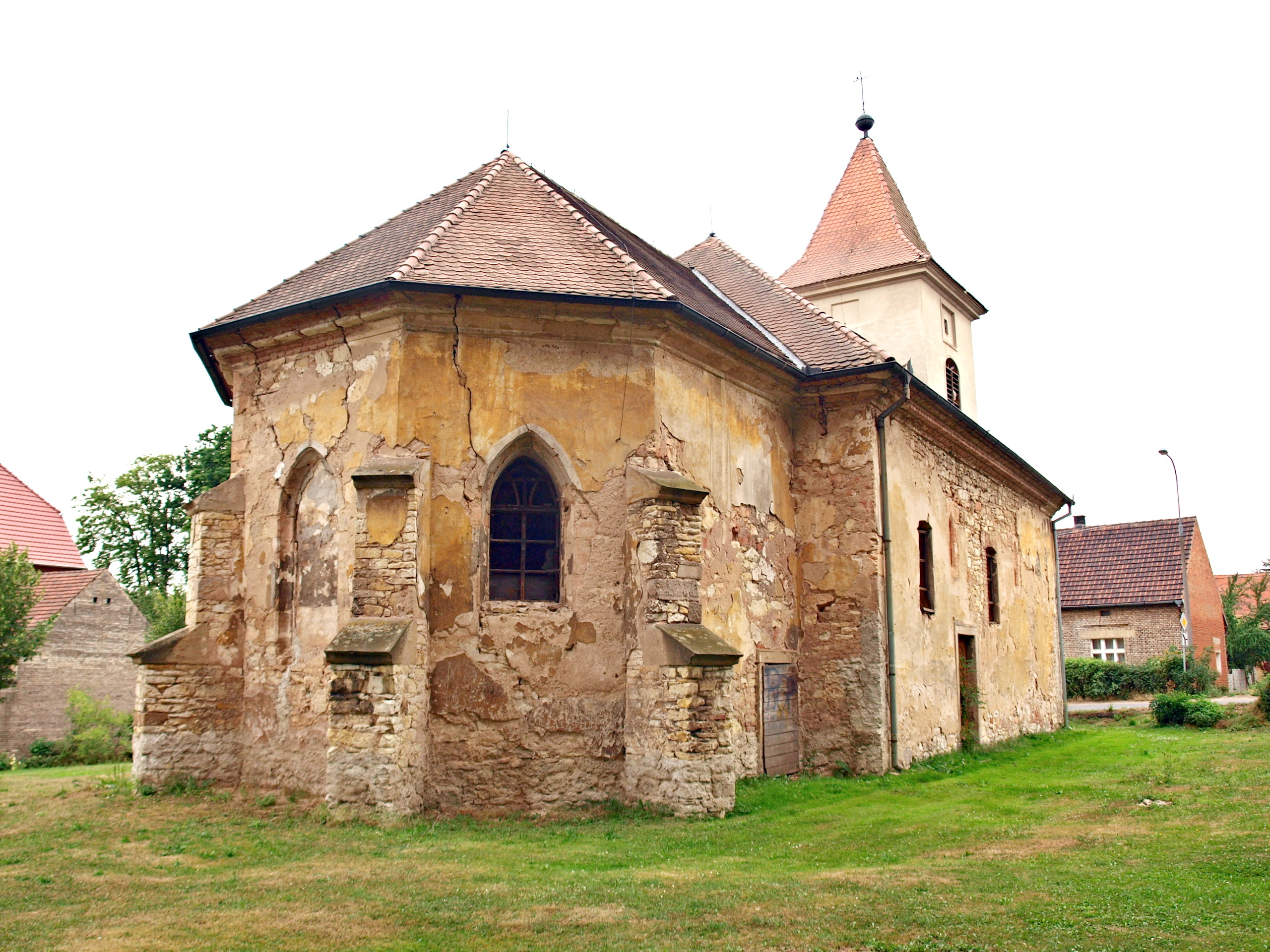
Závěr kostela - gotický presbytář
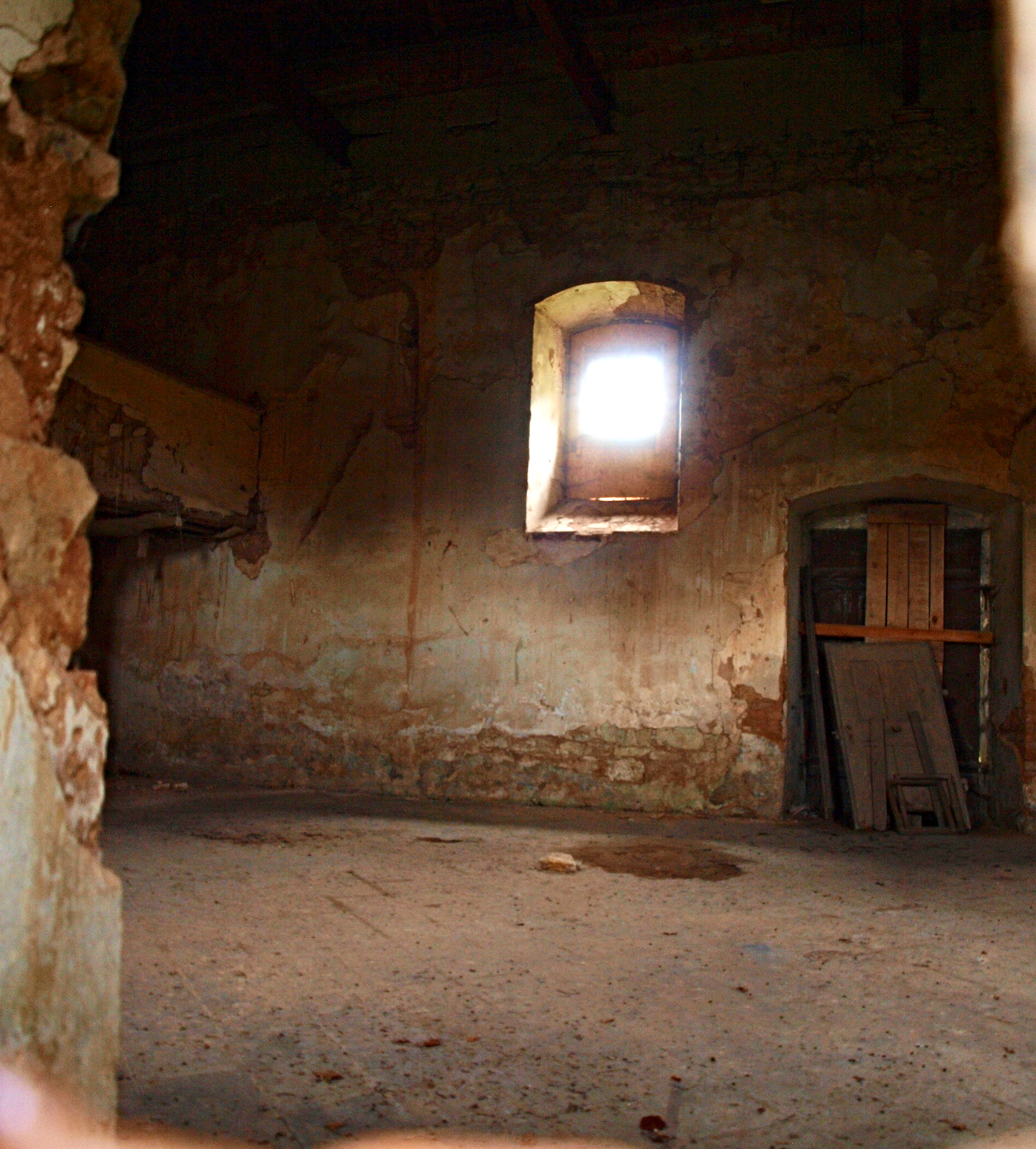
Interiér kostela